# Collegio universitario Santa Caterina da Siena
Il Collegio universitario Santa Caterina da Siena è un collegio femminile del sistema universitario pavese ed è inserito fra le quattordici istituzioni universitarie riconosciute come "ente di alta qualificazione culturale" dal Ministero dell'istruzione, dell'università e della ricerca.
Accoglie studentesse dell'Università di Pavia selezionate tramite concorso pubblico per esami annuale e provenienti sia dall'Italia che dal mondo in quanto l'accesso non è riservato a chi è in possesso della cittadinanza italiana.
Le alunne del collegio sono goliardicamente soprannominate "papere".

## Storia
Il progetto di un collegio universitario femminile sullo stile dei "collegi storici" di Pavia, quali l'Almo Collegio Borromeo ed il Collegio Ghislieri, fu promosso già negli anni cinquanta da Papa Paolo VI, allora Arcivescovo di Milano, e realizzato nel 1973, per iniziativa della diocesi di Pavia, ed intitolato a santa Caterina da Siena, patrona d'Italia. Eretto in Fondazione nel 1991, aderisce dal 1997 alla Conferenza dei Collegi Universitari riconosciuti dal Ministero dell'istruzione, dell'università e della ricerca, e figura tra gli enti consorziati fondatori della Scuola Superiore IUSS,  Istituto universitario di Studi Superiori di Pavia, promossa in collaborazione tra università, collegi universitari e Ministero dell'università.